# Raja Tengah
Raja Tengah is een bestuurslaag in het regentschap Langkat van de provincie Noord-Sumatra, Indonesië. Raja Tengah telt 2950 inwoners (volkstelling 2010).